# Bokstavsmott
Bokstavsmott, Diasemia reticularis, är en fjärilsart som beskrevs av Carl von Linné, 1761. Bokstavsmott ingår i släktet Diasemia och familjen gräsmott, Crambidae.  Inga underarter finns listade i Catalogue of Life.

## Kännetecken
Vingbredden är 17 till 22 millimeter. Den har oftast mörkbruna vingar, men ibland kan de vara ljusare bruna, med vita teckningar. 

## Bildgalleri

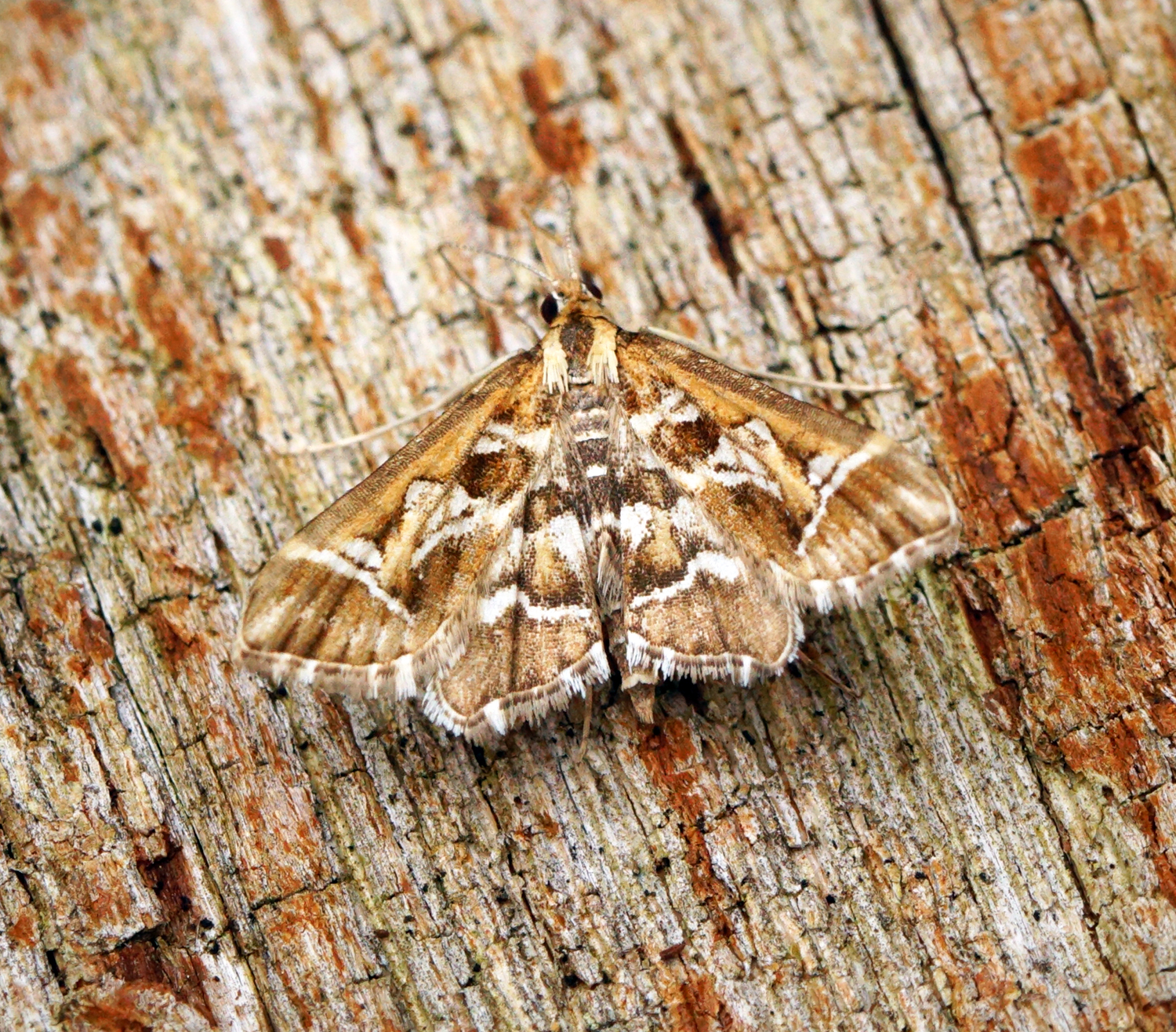
Imago fjäril.
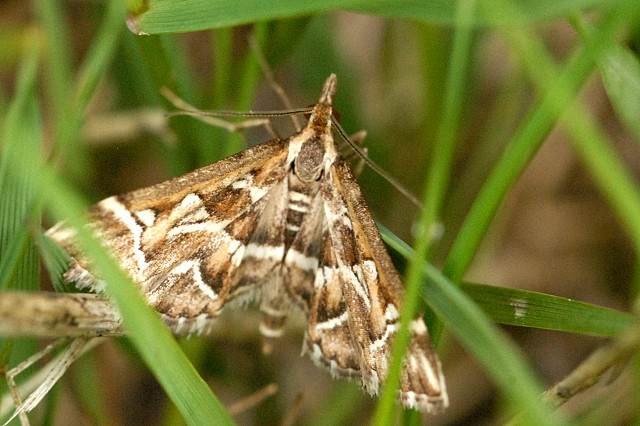
Imago fjäril
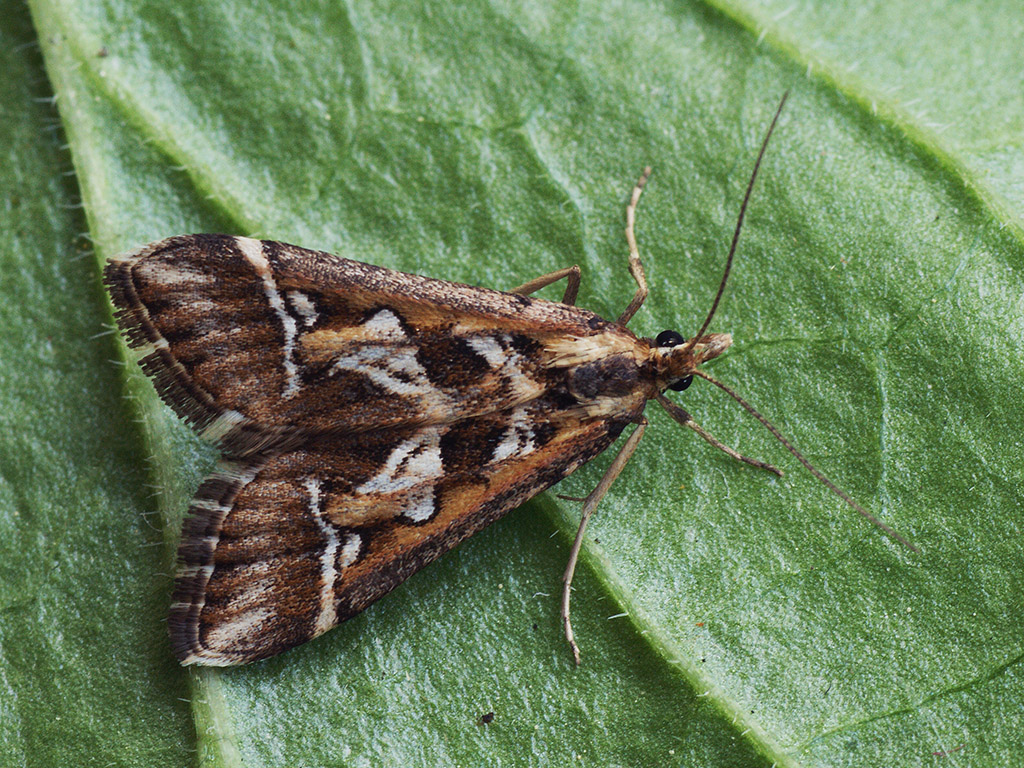
Imago fjäril med hopfällda vingar
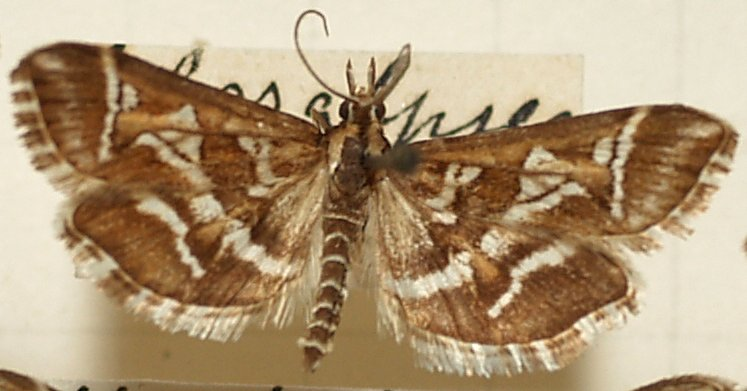
Preparerad (uppnålad) imago fjäril.

## Utbredning
Utbredningen för arten omfattar större delen av Europa, med undantag för Irland, Korsika och Sicilien, samt Centralasien och österut till Mongoliet och Kina, samt området kring Vladivostok i sydöstra Ryssland. I Sverige är arten  reproducerande men är sällsynt och rödlistad som akut hotad, CR.  I Finland har arten tidigare betraktats som nationellt utdöd men har sedan återetablerat sig och är sedan 2019 rödlistad som Sårbara (VU). I Sverige finns bara en säker förekomst där arten reproducerar sig, men uppträder regelbundet som migrant.

## Levnadssätt
Artens habitat är gräsmarker, till exempel torra ängar och hedliknande backar. I de norra delarna av Europa, däribland Sverige, förekommer en generation om året, men i sydligare delar av Europa kan två generationer per år hinnas med. I Alperna har arten observerats upp till en höjd av omkring 2 000 meter över havet, men i de nordligare delarna av utbredningsområdet lever den på lägre höjd. Kända värdväxter för arten är groblad, cikoria och fibblor av släktena hökfibblor (Hieracium), stångfibblor
(Pilosella) och strävfibblor (Picris).